# دي سي كاب كيك
دي سي كاب كيك هو برنامج تلفزيوني واقعي أمريكي يتبع الشقيقات والشركاء التجاريين صوفي لامونتاغن وكاثرين كالينيس وهم يديرون جورجتاون كب كيك ‏. وهو متجر كب كيك صغير يقع في واشنطن. السلسلة بدأت العرض على قناة تي أل سي في 16 يوليو 2010.

## الحلقات
| الموسم | الموسم | الحلقات         | وقت العرض     | وقت الإنتهاء |
| ------ | ------ | --------------- | ------------- | ------------ |
| 1      | 6      | 16 يوليو, 2010  | 30 يوليو 2010 |              |
| 2      | 12     | 25 فبراير, 2011 | 8 أبريل, 2011 |              |
| 3      | 10     | 11 نوفمبر, 2011 | 1 يوليو, 2013 |              |

### الموسم 1 (2010)
| No. in season | No. in series | Title | Original air date |
| ------------- | ------------- | ----- | ----------------- |

### الموسم 3 (2011-2013)
| No. in season | No. in series | Title              | Original air date |
| ------------- | ------------- | ------------------ | ----------------- |
| 1             | 19            | «My Sweet Wedding» | 11 نوفمبر 2011    |

## وصلات خارجية
- الموقع الرسمي
- دي سي كاب كيك على موقع IMDb (الإنجليزية)
- دي سي كاب كيك على موقع روتن توميتوز (الإنجليزية)
- دي سي كاب كيك على موقع قاعدة بيانات الفيلم (الإنجليزية)
- Georgetown Cupcake website